# Timoria live: generazione senza vento
Timoria live: generazione senza vento è il primo (e attualmente anche unico) album dal vivo dei Timoria, pubblicato nel 2003.

## Tracce

### CD 1
1. Intro domo
2. Mandami un messaggio
3. Un altro giorno (senza te)
4. Joe (Part 2)
5. Fresco
6. Sole spento
7. Valentine
8. Europanic
9. Casa mia
10. Mexico
11. Un volo splendido
12. Via padana superiore
13. Frankenstein
14. Cielo immenso
15. Uomo nudo blues

### CD 2
1. Treno magico
2. 1971 (Live in Amsterdam)
3. Senza vento
4. È così facile
5. Mork
6. Brain machine
7. Non è divertente
8. Vincent Gallo blues
9. Mr.Run
10. Jugendflucht
11. Sacrificio
12. Supermarket
13. Sangue impazzito
14. Atti di bellezza funk
15. Mi manca l'aria
16. Bella bambola

## Formazione
- Davide "Sasha" Torrisi - voce, chitarra ritmica
- Omar Pedrini - voce, chitarra, cori
- Carlo Alberto "Illorca" Pellegrini - basso e voce in Valentine, Un volo splendido, Frankenstein, Cielo Immenso, Mr. Run
- Enrico Ghedi - tastiera,cori e voce in Europanic, Mork, Supermarket, Mi manca l'aria
- Diego Galeri - batteria e cori
- Pippo Ummarino - percussioni e voce in Uomo nudo blues

### Altri musicisti
- Matteo Guarnaccia - voce in Atti di bellezza funk

## Classifiche
| Classifica (2003) | Posizione massima |
| ----------------- | ----------------- |
| Italia            | 33                |